# Guinovtsi
Guinovtsi ou Ginovci (en macédonien Гиновци) est un village du nord-est de la Macédoine du Nord, situé dans la municipalité de Rankovtsé. Le village comptait 315 habitants en 2002.

## Démographie
Lors du recensement de 2002, le village comptait :
- Macédoniens : 308
- Roms : 4
- Serbes : 2
- Autres : 1